# Mother (песня Джона Леннона)
«Mother» (с англ. — «Мать») — песня Джона Леннона с его первого официального сольного альбома John Lennon/Plastic Ono Band. В США и Великобритании альбом вышел в свет 11 декабря 1970 года.

## История создания
Песня была написана Ленноном под влиянием психотерапии, которую он проходил у доктора Артура Янова, основателя «Первичной терапии», фрейдистской теории, согласно которой психологические проблемы человека вызваны его подавленными детскими чувствами. Доктор давал пациенту выход детских обид, иногда в виде крика. Эта песня Джона, как и некоторые другие, это попытка излить детскую тоску. В частности эта — по оставившим его родителям.

## Участники записи
- Джон Леннон — вокал, фортепиано
- Клаус Форман — бас-гитара
- Ринго Старр — ударные

## Использование в культуре
- Песня звучит в начале фильма Николаса Роуга «Путь 29» (1988), психологической драмы, связанной с воспоминаниями женщины о сыне, с которым она была разлучена сразу после его рождения.

## Версия Барбры Стрейзанд
В 1971 году выходит студийный альбом Барбры Стрейзанд Barbra Joan Streisand, в котором она записала кавер на эту песню. Композиция была выпущена в качестве второго сингла в сентябре 1971 года Columbia Records. Продюсером записи стал Ричард Перри. Песня достигла 79-го места в чарте Billboard Hot 100 и 24-го в чарте Adult Contemporary. На оборотной стороне диска была размещена вариация «The Summer Knows», являвшейся лейтмотивом американской кинодрамы «Лето 42-го» 1971 года.

### Реакция критики
Музыкальные обозреватели благоприятно восприняли интерпретацию американской певицы. Record World счёл, что Стрейзанд смогла адаптировать очень личную лирику Леннона, передав её как свою собственную. Cashbox сообщил, что сентиментальная музыка и проникновенные слова к песне только усиливают впечатление от исполнительского мастерства американки, а Billboard выразил уверенность, что столь превосходное прочтение ленноновского оригинала способно легко догнать и перегнать достижения предыдущего сингла актрисы.

### Позиции в хит-парадах
| Чарт (1971)                        | Высшая позиция | Пребывание в чарте |
| ---------------------------------- | -------------- | ------------------ |
| США (Billboard Hot 100)            | 79             | 5 недель           |
| США (Billboard Adult Contemporary) | 24             | 4 недели           |